# Azul-celeste
O celeste, ou azul-celeste, é uma cor terciária, intermediária entre o ciano e o azul. É tida como uma tonalidade de azul claro, e recebe esse nome por ter a mesma cor do céu durante o dia. São raras as acepções em que o celeste é considerado uma cor distinta do azul ou do ciano.
Apesar de rara em heráldica, esta cor é usada em muitas bandeiras do mundo, entre as quais a da Argentina e de muitos países da América Central.
A Seleção Uruguaia de Futebol também é conhecida pelo nome de Celeste.
Em alguns casos, é também a cor de algumas piscinas com uma quantidade menor de cloro, responsável pela coloração ciano na maioria dos casos.